# Chorinaeus funebris
Chorinaeus funebris är en stekelart som först beskrevs av Johann Ludwig Christian Gravenhorst 1829.  Chorinaeus funebris ingår i släktet Chorinaeus och familjen brokparasitsteklar. Arten är reproducerande i Sverige. Utöver nominatformen finns också underarten C. f. carinatus.